# Johann Lemmerz

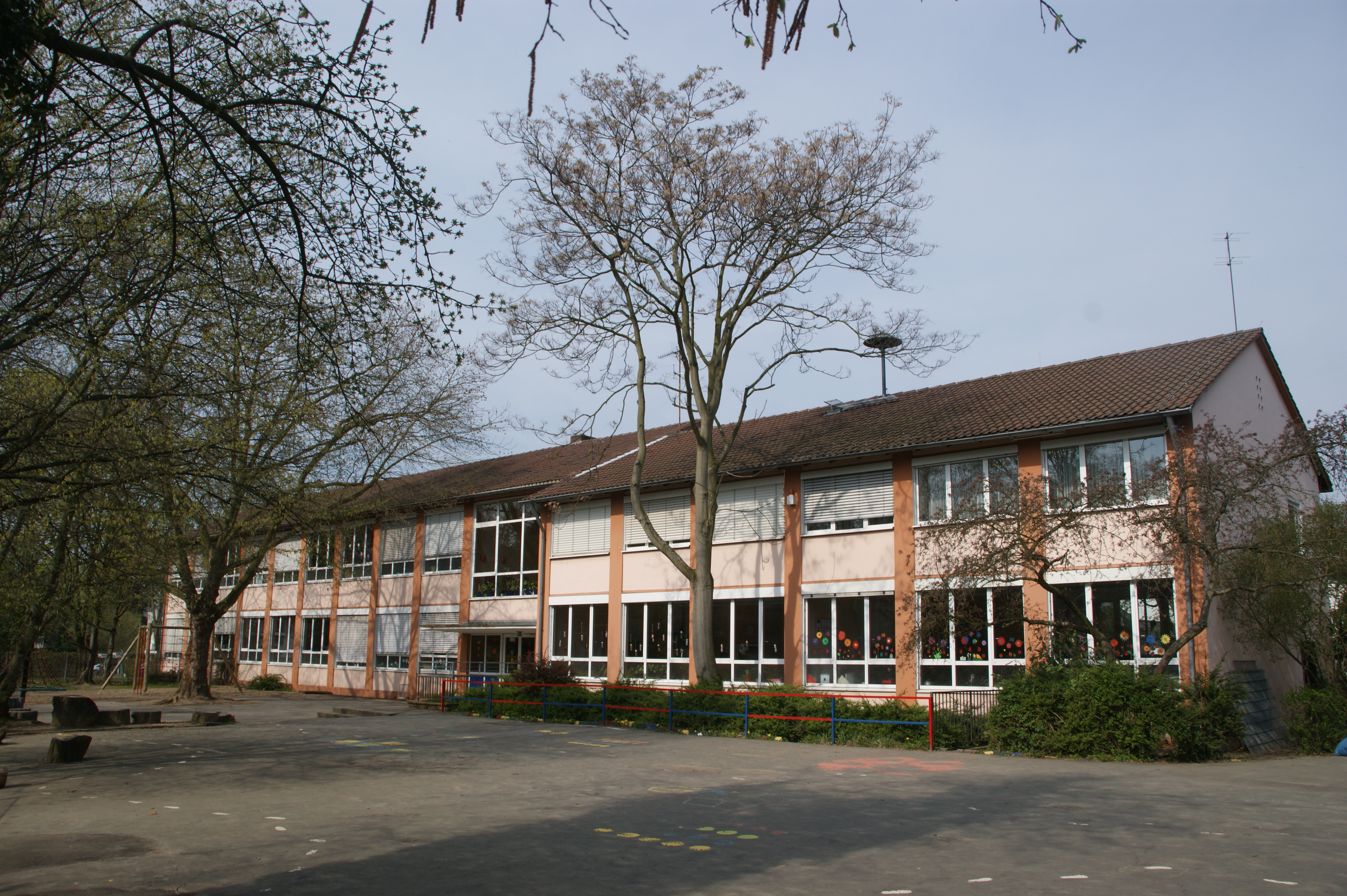
Johann-Lemmerz-Grundschule

Johann Lemmerz (* 10. Januar 1878 in Königswinter; † 2. August 1952 ebenda) war ein deutscher Konstrukteur und Unternehmer.

## Leben
Bereits 1904 hatte Johann Lemmerz gemeinsam mit seinen beiden Brüdern Franz und Simon ein Produktionsunternehmen gegründet. Dieses Unternehmen stellte ein zweisitziges Fahrzeug mit einem De-Dion-Motor als Antrieb her, welches 1905 eine Zuverlässigkeitsfahrt in der Eifel erfolgreich gemeistert hatte. Bis zum Ende des Jahres 1905 verkauften sie 20 Stück davon. Da die Absatzprognose für das Fahrzeug ihnen doch nicht interessant erschien, probierten sie es anschließend mit dem Bootsbau, dem Maschinenbau und letztendlich der Radfelgenherstellung.
Von 1907 bis 1914 bauten die Brüder als Bootswerft Oberkassel Lemmerz & Co Personenfähren, Ausflugsboote und Motoryachten.
Mit Beginn des Krieges stand die Lieferung von Metallbauteilen im Vordergrund und die Firma wurde in Rheinische Metall- und Motorboot-Industrie Lemmerz & Cie KG umbenannt.
1919 gründete er in Ermangelung von Autoreifen wieder gemeinsam mit seinen Brüdern in Königswinter die spätere Lemmerz-Werk GmbH, die Felgen und Autoräder herstellte. 1921 stellte er auf der Deutschen Automobilmesse in Berlin ein genormtes Felgen- und neuartiges Scheibenräderprogramm vor. 1923 machten sich seine beiden Brüder selbstständig und er führte die Geschäfte als Autofelgen-Walzwerk und Räderfabrik Lemmerz & Cie. fort. Die Vorstellung auf der Automobilmesse führte dazu, dass das Unternehmen ab 1924 den Auftrag für die Ausrüstung des Opel Laubfrosch mit Scheibenrädern erhielt und damit zum Hauptlieferant von Opel wurde. Ab 1929 folgte die Lieferung ins Ausland, wodurch das Unternehmen auch recht problemlos die Weltwirtschaftskrise überstand. Besonders die USA und die Sowjetunion waren Absatzmärkte für das Unternehmen.
Die technische Leitung des Betriebs übernahm ab 1935 sein Sohn Paul Lemmerz. Das Unternehmen war da bereits drittgrößter deutscher Räderhersteller nach Kronprinz und Hering.
Im Zweiten Weltkrieg wurde die Fabrik in Königswinter stark beschädigt und 1944 die Produktion nach Ingelbach und Wunsiedel verlegt. Nach dem Ende des Zweiten Weltkriegs übergab Johann Lemmerz das Unternehmen vollständig an seinen Sohn Paul.
1997 fusionierte das Unternehmen mit der amerikanischen Hayes Wheels International zu Hayes Lemmerz, dem weltweit größten Hersteller von Kfz-Rädern. 2012 erfolgte die Übernahme durch die Landmaschinen-Holding Iochpe-Maxion (Maxion Wheels).
Johann Lemmerz gehörte seit 1930 dem Stadtrat der Stadt Königswinter an und wurde 1950 zum Ehrenbürger dieser ernannt. Nach ihm ist die Grundschule in der Altstadt von Königswinter benannt, für welche er das Grundstück gespendet hatte.